# Roberto Balado

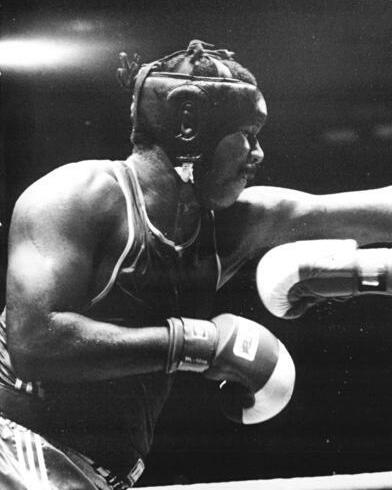
Balado im Oktober 1990

Roberto Balado Méndez (* 15. Februar 1969 in Jovellanos; † 2. Juli 1994 in Havanna) war ein kubanischer Boxer.

## Karriere
Balado begann 1983 mit dem Boxen. 1986 erreichte er im Alter von 17 Jahren erstmals das Schwergewichtsfinale der kubanischen Meisterschaft und unterlag dort, wie auch in den folgenden drei Jahren, Félix Savón. Nachdem er in das Superschwergewicht aufgestiegen war, wurde er von 1990 bis 1994 fünf Mal kubanischer Meister. Sein erster internationaler Erfolg war der Gewinn der Juniorenweltmeisterschaft 1987 in Havanna.
Gleich bei seiner ersten Teilnahme an den Boxweltmeisterschaften 1989 in Moskau gewann er den Titel im Superschwergewicht durch einen Sieg über den Bronzemedaillengewinner der Olympischen Spiele von 1988 Alexander Miroschnitschenko. Den Titel konnte er bei den nächsten beiden Weltmeisterschaften 1991 in Sydney und 1993 in Tampere, dort unter anderem mit einem KO-Sieg über Oleg Maskajew, erfolgreich verteidigen.
1992 nahm er als kubanischer Repräsentant im Superschwergewicht an den Olympischen Spielen in Barcelona teil. Dort gewann er die erste und bisher einzige Goldmedaille für Kuba in dieser Gewichtsklasse. Auf dem Weg zum Titel besiegte er unter anderem Larry Donald, Brian Nielsen und im Finale den Nigerianer Richard Igbineghu (später Profi unter dem Namen Richard Bango). Er wurde außerdem mit dem Val-Barker-Pokal als bester Boxer der Spiele ausgezeichnet.
Roberto Balado gewann in seiner Laufbahn 122 Kämpfe bei 9 Niederlagen. Er wurde am 2. Juli 1994, als er mit seinem Auto einen Bahnübergang unweit von Wajay überqueren wollte, von einem Güterzug erfasst und schwer verletzt. Wenige Stunden später verstarb er in einem Krankenhaus in Havanna im Alter von nur 25 Jahren.

## Weitere Turniergewinne
- Zentralamerikanische und Karibische Meisterschaft – 1987
- Zentralamerikanische und Karibische Spiele – 1993
- Weltcup – 1990
- Internationale Armeespartakiade – 1989
- Panamerikanische Spiele – 1991